# Jimmy Armfield
James Christopher «Jimmy» Armfield (Denton, Inglaterra, Reino Unido; 21 de septiembre de 1935-Blackpool, Inglaterra, Reino Unido; 22 de enero de 2018) fue un jugador y entrenador de fútbol inglés. En su etapa como jugador profesional se desempeñaba como lateral derecho.

## Biografía

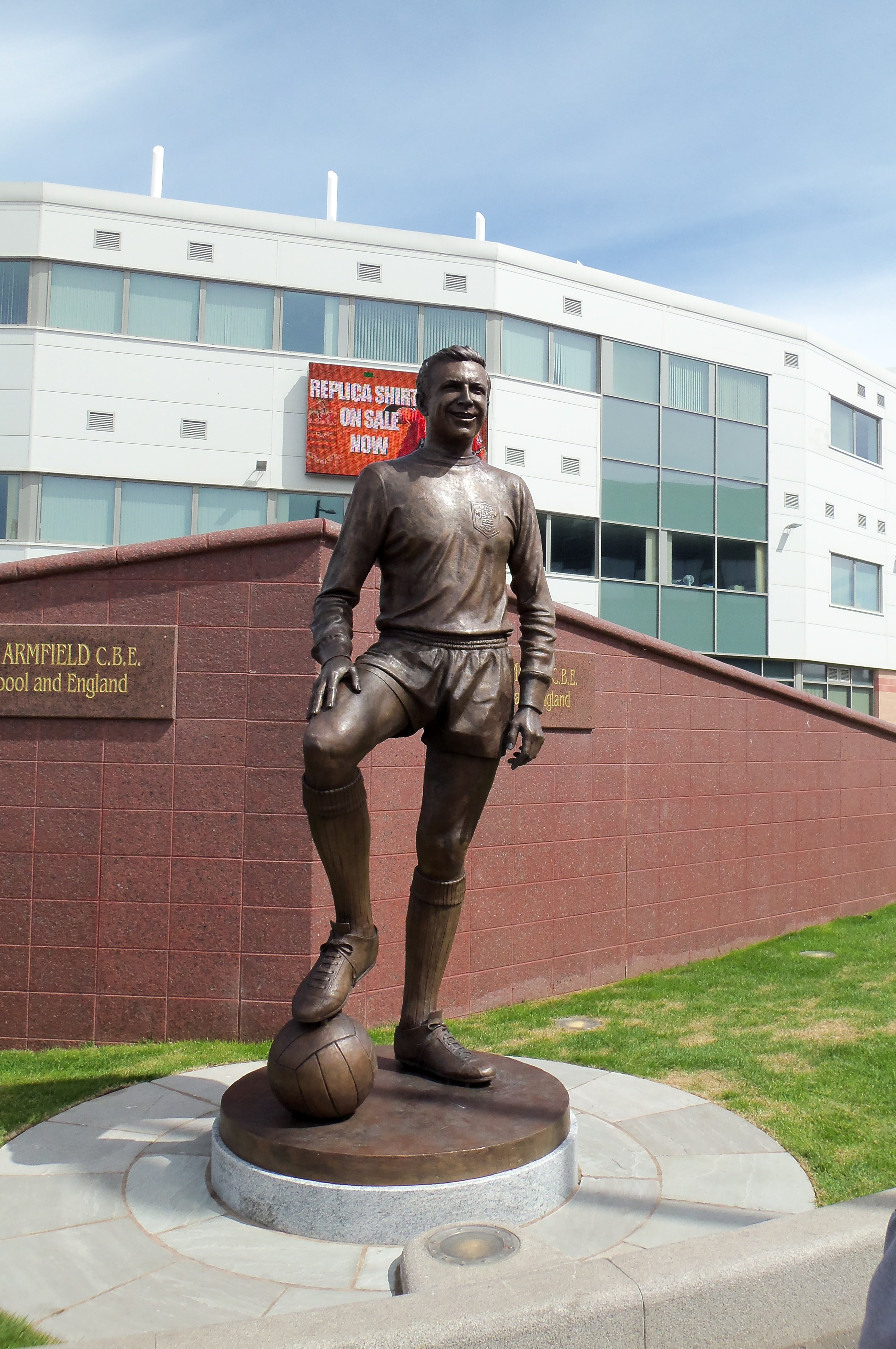
Estatua de Jimmy Armfield en las inmediaciones del Bloomfield Road

Hizo su debut con el Blackpool el 27 de diciembre de 1954, en un partido ante el Portsmouth que terminó en derrota por 3-0 para su equipo. Formó parte del equipo que fue subcampeón de la liga inglesa en la temporada 1955-56, mejor posición alcanzada por el club hasta la fecha. Fue elegido mejor jugador joven en 1959 y jugador del año en el Blackpool en 1966. Jugó su último partido el 1 de mayo de 1971 en el Bloomfield Road contra el Manchester United, frente a una multitud de más de 30 000 personas, en lo que sería el último partido del Blackpool en la primera división del fútbol inglés durante casi 40 años. 
Tras su retiro como jugador, se convirtió inmediatamente en entrenador del Bolton Wanderers. En 1973, el equipo logró el ascenso a la Second Division tras ser campeón de la Third Division. En 1974, pasó a entrenar al Leeds United, por entonces vigente campeón de la First Division. Logró llevar al equipo a la final de la Copa de Campeones de Europa 1974-75, donde perdió ante el Bayern de Múnich por 2-0. Se retiró como entrenador en 1978. Bajo su dirección, el Leeds siempre finalizó entre los diez primeros de la liga y alcanzó las semifinales de la FA Cup en 1977 y de la Copa de la Liga en 1978.
En 1998, fue incluido en el Football League 100 Legends. En el año 2000, fue nombrado Oficial de la Orden del Imperio Británico por sus contribuciones al fútbol. En 2004, fue designado Deputy Lieutenant de Lancashire y lanzó su autobiografía, Right Back to the Beginning: The Autobiography. Se desempeñó como Alto Sheriff de Lancashire entre 2005 y 2006. Fue incluido en el Salón de la Fama del Blackpool en 2006. En 2008, recibió el PFA Merit Award, fue galardonado en los Football League Awards y fue incluido en el Salón de la Fama del Fútbol Inglés, ubicado en el Museo Nacional de Fútbol de Inglaterra. En 2009, se construyó una estatua en su honor en Blackpool y fue honrado por el Consejo de Tameside en Denton, y también en los distritos de Denton y Audenshaw. En 2010, fue nombrado Comendador de la Orden del Imperio Británico por sus servicios a la comunidad de Lancashire. El 5 de mayo de 2012, asistió a la final de la FA Cup entre Chelsea y Liverpool para entregar el trofeo al capitán del equipo ganador. Fue nombrado Embajador Mundial del Fútbol en los Football Business Awards de 2016. Durante sus últimos años trabajó como comentarista de fútbol para BBC Radio 5 Live.

## Salud y muerte
El 11 de mayo de 2007, anunció en la BBC Radio Lancashire que estaba recibiendo una quimioterapia para tratar un linfoma no hodgkiniano en la garganta. El cáncer fue tratado con éxito, pero regresó en noviembre de 2016. 
Armfield murió de cáncer el 22 de enero de 2018 en Blackpool, a la edad de 82 años.

## Selección nacional
Fue internacional con la selección inglesa en 43 ocasiones. Hizo su debut el 13 de mayo de 1959 ante Brasil en el Maracaná. Jugó la Copa Mundial de 1962, donde fue considerado el mejor lateral derecho del mundo. Formó parte de la selección campeona de la Copa del Mundo de 1966, pese a no haber jugado ningún partido durante el torneo.

### Participaciones en Copas del Mundo
| Mundial                        | Sede       | Resultado        | Partidos | Goles |
| ------------------------------ | ---------- | ---------------- | -------- | ----- |
| Copa Mundial de Fútbol de 1962 | Chile      | Cuartos de final | 4        | 0     |
| Copa Mundial de Fútbol de 1966 | Inglaterra | Campeón          | 0        | 0     |

## Clubes

### Como jugador
| Club      | País       | Año       |
| --------- | ---------- | --------- |
| Blackpool | Inglaterra | 1954-1971 |

### Como entrenador
| Club             | País       | Año       |
| ---------------- | ---------- | --------- |
| Bolton Wanderers | Inglaterra | 1971-1974 |
| Leeds United     | Inglaterra | 1974-1978 |

## Palmarés

### Como jugador

#### Copas internacionales
| Título                 | Selección  | Sede       | Año  |
| ---------------------- | ---------- | ---------- | ---- |
| Copa Mundial de Fútbol | Inglaterra | Inglaterra | 1966 |

#### Distinciones individuales
| Distinción                                                   | Año  |
| ------------------------------------------------------------ | ---- |
| Mejor jugador joven del año                                  | 1959 |
| Jugador del año en el Blackpool                              | 1966 |
| Incluido en el Football League 100 Legends                   | 1998 |
| Incluido en el Salón de la Fama del Blackpool                | 2006 |
| PFA Merit Award                                              | 2008 |
| Contribution to Football Award                               | 2008 |
| Incluido en el Salón de la Fama del Fútbol Inglés            | 2008 |
| Embajador Mundial del Fútbol en los Football Business Awards | 2016 |

### Como entrenador

#### Campeonatos nacionales
| Título         | Club             | País       | Año  |
| -------------- | ---------------- | ---------- | ---- |
| Third Division | Bolton Wanderers | Inglaterra | 1973 |

## Condecoraciones
| Distinción                                   | Año  |
| -------------------------------------------- | ---- |
| Oficial de la Orden del Imperio Británico    | 2000 |
| Deputy Lieutenant de Lancashire              | 2004 |
| Comendador de la Orden del Imperio Británico | 2010 |